# الناحية المركزية (بوئين زهرا)
الناحية المركزية لبوئين زهرا (بالفارسية: بخش مرکزی شهرستان بویین‌زهرا) هي ناحية في مقاطعة بوئين زهرا بمحافظة قزوين في إيران.